# Grote speldenprikzwam
De grote speldenprikzwam (Poronia punctata) is een paddenstoel uit de familie Xylariaceae. Hij komt voor op mest van paarden, zelden ook van andere dieren als schaap.

## Uiterlijk
De grote speldenprikzwam is een kleine zwam met een spijker- tot tolvormig vruchtlichaam met een diameter van ongeveer een centimeter. De kleur is aan de binnenkant wit tot crèmegeel met zwarte stippen en aan de buitenkant wit met een grijze rand. De steel is zwart.

## Ecologie
De zwam groeit op paardenmest en komt voor in arme graslanden in de duinen. De soort is een saprofiet.

## Verspreiding
In Nederland komt de grote speldenprikzwam matig algemeen voor. Hij staat op de rode lijst in de caegorie 'kwetsbaar'.

## Taxonomie
De soort behoort tot de kernzwammen